# Fasano
Fasano é uma comuna italiana da região da Puglia, província de Brindisi, com cerca de 38.359 habitantes. Estende-se por uma área de 128 quilômetros quadrados, tendo uma densidade populacional de 300 hab/km². Faz fronteira com Alberobello (BA), Cisternino, Locorotondo (BA), Monopoli (BA), Ostuni.

## Demografia
| Variação demográfica do município entre 1861 e 2011                               |
|                                                                                   |
| Fonte: Istituto Nazionale di Statistica (ISTAT) - Elaboração gráfica da Wikipedia |